# Jose I de Bulgaria
El Patriarca José I de Bulgaria, (en búlgaro: Лазар Йовчев), nacido con el nombre secular de Lazar Yovchev (5 de mayo de 1840, Kalofer, Imperio Otomano – 20 de junio de 1915, Sofia, Bulgaria) fue un exarca de la iglesia ortodoxa búlgara desde el 1877 al 1915.
Es reconocido por su papel en el mantenimiento de la unidad de la iglesia ortodoxa búlgara y su promoción de la educación y de la religión en Macedonia y del Valiato de Edirne que después de 1878 permanecieron en el Imperio Otomano.

## Biografía
Nacido en la ciudad de Kalofer, se quedó huérfano a los cinco años, siendo cuidado desde entonces por su hermana mayor, Rada.
Inició sus estudios en su ciudad natal en la escuela del profesor ilustrado Botjo Petkov, padre del poeta y político revolucionario búlgaro Hristo Botev, donde se le describe como un estudiante curioso trabajador siendo ayudante del profesor durante un periodo.
Poco después y con la ayuda de los habitantes de Kalofer residentes en Constantinopla, inició sus estudios en el Instituto Ortodoxo Griego de Fanar, posteriormente y ya con 24 años y de nuevo gracias a la ayuda de los habitantes de Kalofer ingresó en la Facultad de Letras de la Sorbona de París en el 1864 para trasladarse tres años después a la facultad de Derecho.
Tras seis años en París regresó a Constantinopla, donde trabajó para el Tribunal de Comercio aunque también trabajó como periodista y traductor, más tarde fue invitado a formar parte de una organización para promover la educación búlgara en Constantinopla.
El 23 de septiembre de 1869 fue ordenado sacerdote por el exarca Antimo I junto con los metropolitanos de Plovdiv, Samokov, Ohrid, Varna y Preslav, siendo nombrado diácono al día siguiente por los mismos.
A lo largo de los cuatro siguientes años fue ascendiendo en la jerarquía eclesiástica siendo ya protosynkellos con dignidad de archimandrita tan sólo tres meses después de su ordenación, al igual que se dedicó a administrar la iglesia, gracias en parte a su perfecto francés sino que carácter mediador y diplomático le ayudó en las instancias en las que se reunió con los representantes de las grandes potencias.
En el 1875 fue nombrado metropolitano de Vidin, siendo nombrado sólo un año más tarde metropolitano de Lovech I, convirtiéndose tras la muerte de Antimo I en la candidatura más aceptada entre los circulas más influyente de Constantinopla al estallar la guerra ruso-turca de 1877 debido principalmente a su formación secular, jurídica y sus dotes de diplomático.